# Рибак Олександр Ігорович
Олекса́ндр І́горович Риба́к (норв. Alexander Rybak, біл. Алякса́ндр І́гаравіч Рыба́к, нар. 13 травня 1986, Мінськ, СРСР) — норвезький скрипаль та співак білоруського походження. Переможець пісенного конкурсу Євробачення 2009. Набрав рекордну кількість балів — 387.
Представляв Норвегію на конкурсах Євробачення 2018 та Євробачення 2009

## Життєпис

### Дитинство
Народився в родині музикантів: мати Наталія Валентинівна — піаністка, батько Ігор Олександрович — скрипаль. З ранніх років виховувався на фольклорі та класичній музиці. Схильність до мистецтва у Олександра проявилася рано: з п'яти років почав грати на скрипці та фортепіано, складати пісні та співати.
Коли йому виповнилось 6 років, родина переїхала до Норвегії, куди його батька запросили працювати. Потім на півроку повернувся до Мінська, почав вчитися в школі при Білоруській державній академії музики. У Норвегії родина оселилася в передмісті Осло — місті Нессоден, фюльке Акерсгус. Олександр закінчив консерваторію в Осло.

### Творчість

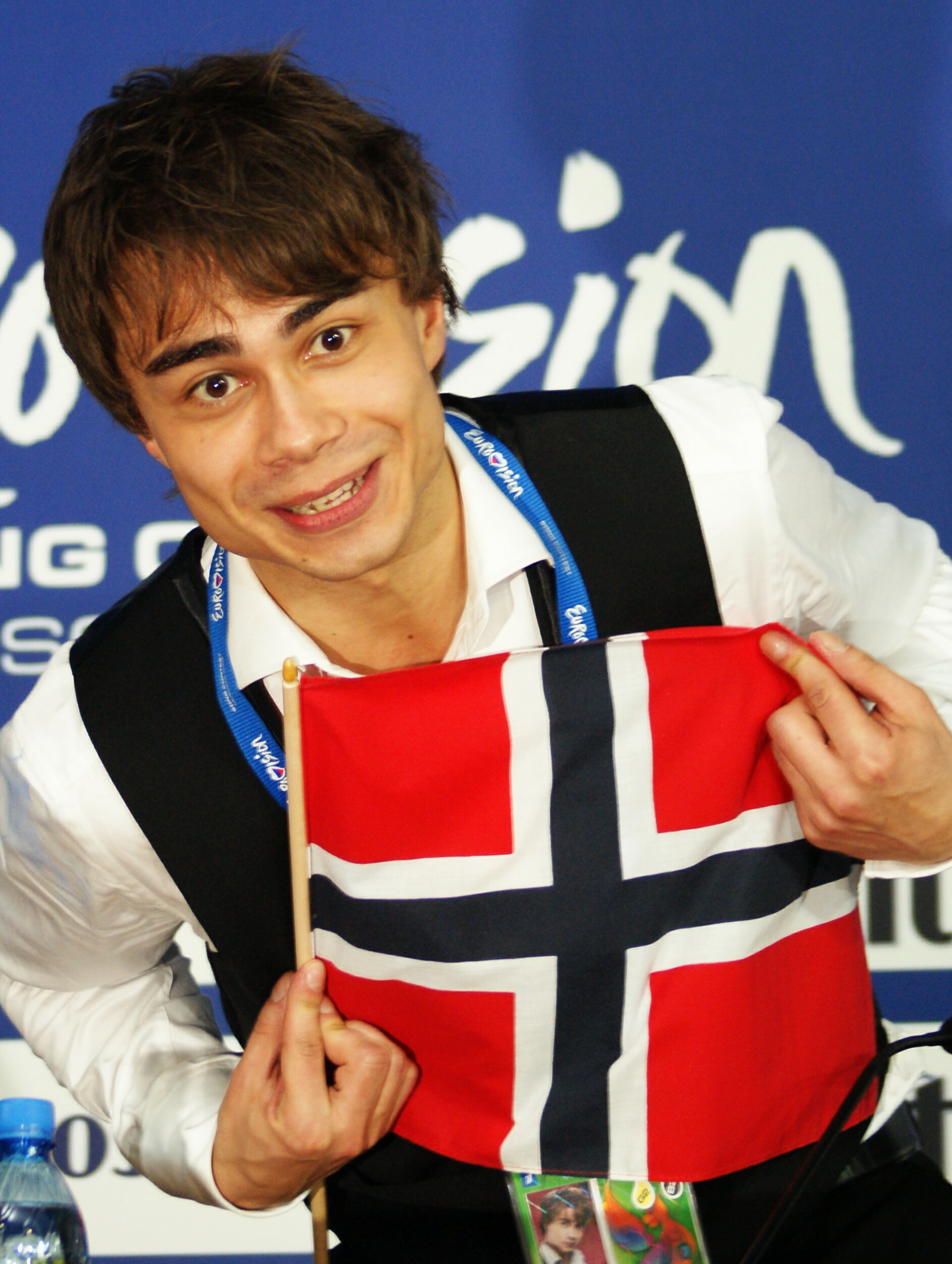
Олександр Рибак, 2009 рік

Разом з батьком Олександр співпрацював як музикант у норвезькому мюзиклі Мортена Гаркета, керівника всесвітньо відомого норвезького гурту А-HA. З цим мюзиклом гастролював Європою, Америкою, Китаєм. Виступав разом з такими артистами, як Арве Теллефсен, Ганне Крог, Кнутсен та Людвігсен. 2006 року став переможцем норвезького конкурсу молодих талантів Kjempesjansen із власною піснею «Foolin». Виступав з одним з відомих у світі скрипалів Пінхасом Зукерманом.
Працює концертмейстером у найбільшому в Норвегії молодіжному симфонічному оркестрі Ung Symfoni. Своїми кумирами в музиці співак називає Моцарта, Бітлз та Стінга. Володар премії фонду Андерса Йахреса в галузі культури. Виступаючи з фолк-піснею «Fairytale», отримав у норвезькому національному турі Євробачення-2009 голоси 700 тисяч телеглядачів і переміг. 10 березня 2018 року переміг на Melodi Grand Prix 2018 таким чином виборов право представляти Норвегію на Євробаченні 2018. На Євробаченні-2018 пройшов у фінал з піснею That's how you write a song і посів 15-е місце.

## Звинувачення в плагіаті
У вересні 2009 році блогери помітили, що у пісні «Abandoned» Рибака звучить «Журавлиная Песня» композитора Кирила Молчанова із саундтрека до фільму «Доживём до понедельника» 1968 року.

## Дискографія

### Альбоми
| Рік  | Альбом | Позиції в чартах | Позиції в чартах | Позиції в чартах | Позиції в чартах | Позиції в чартах | Позиції в чартах | Позиції в чартах | Позиції в чартах | Позиції в чартах | Позиції в чартах |
| Рік  | Альбом | NOR              | BEL              | DEN              | DUT              | FIN              | GER              | POL              | RUS              | SWE              | EU               |
| ---- | --- | ---------------- | ---------------- | ---------------- | ---------------- | ---------------- | ---------------- | ---------------- | ---------------- | ---------------- | ---------------- |
| 2009 | Fairytales - Дебютний Студійний Альбом - Реліз: 1 червня 2009(Україна) - Лейбл: EMI Universal Music Group - Жанр: Поп-музика | 1                | 13               | 15               | 29               | 4                | 16               | 7                | 1                | 2                | 18               |
| 2010 | No Boundaries - 2-й студійний альбом - Дата релізу: 14 червня 2010 - Лейбл: Universal Music - Жанр: Поп-музика               | 7                | —                | —                | —                | 32               | —                | 12               | —                | 8                | —                |